# Список прапорів муніципалітетів Бельгії
Ця стаття містить список прапорів бельгійських муніципалітетів. У Бельгії 581 муніципалітет. Муніципалітети показано за регіонами: Брюссельський столичний регіон, Фландрія та Валлонія. Також показано прапори районів Антверпена та колишніх муніципалітетів, які припинили своє існування як самостійний муніципалітет через муніципальне злиття у 2019 році.
Натиснувши «Прапор» під прапором, ви перейдете до статті про відповідний прапор. Натиснувши на назву муніципалітету, ви перейдете до статті про відповідний муніципалітет.

## Брюссельський столичний регіон

Прапор Андерлехта
Прапор Брюсселя
Прапор Ікселя
Прапор Еттербека
Прапор Евера
Прапор Гансгорена
Прапор Жета
Прапор Кукельберга
Прапор Одергема
Прапор Схарбека
Прапор Беркем-Сент-Агата
Прапор Сен-Жіля
Прапор Моленбек-Сен-Жана
Прапор Сен-Жосс-тен-Ноде
Прапор Волюве-Сен-Ламбера
Прапор Волюве-Сен-П'єра
Прапор Уккела
Прапор Форе
Прапор Ватермаль-Буафора

## Фландрія

### Антверпен

Прапор Артселара
Прапор Антверпена
Прапор Арендонка
Прапор Барле-Гертога
Прапор Балена
Прапор Берсе
Прапор Берлара
Прапор Бухаута
Прапор Бонхейдена
Прапор Бома
Прапор Борнема
Прапор Борсбека
Прапор Брассата
Прапор Брехта
Прапор Дессела
Прапор Дюффела
Прапор Едегема
Прапор Ессена
Прапор Гела
Прапор Гроббендонка
Прапор Хейст-оп-ден-Берга
Прапор Хемиксема
Прапор Херенталса
Прапор Херентхаута
Прапор Херселта
Прапор Хогстратена
Прапор Хове
Прапор Хюлсхаута
Прапор Калмтхаута
Прапор Капеллена
Прапор Кастерле
Прапор Контиха
Прапор Лакдала
Прапор Ліра
Прапор Лілля
Прапор Лінта
Прапор Малле
Прапор Мехелена
Прапор Мерхаута
Прапор Меркспласа
Прапор Мола
Прапор Мортсела
Прапор Ніла
Прапор Нейлена
Прапор Олена
Прапор Ауд-Тюрнхаута
Прапор Пютте
Прапор Пюрс-Сінт-Амандса
Прапор Ранста
Прапор Равелса
Прапор Реті
Прапор Рейкеворсела
Прапор Рюмста
Прапор Схелле
Прапор Схилде
Прапор Схотена
Прапор Сінт-Кателейне-Вавера
Прапор Стабрука
Прапор Тюрнхаута
Прапор Ворселара
Прапор Восселара
Прапор Вестерло
Прапор Вейнегема
Прапор Виллебрука
Прапор Воммелгема
Прапор Вюствезела
Прапор Зандховена
Прапор Зурсела
Прапор Звейндрехта

#### Колишні муніципалітети

Прапор Пюрса
Прапор Сінт-Амандса

#### Райони Антверпена

Прапор Антверпена
Прапор Берхема
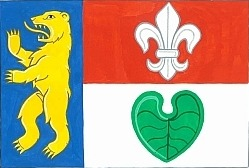
Прапор Берендрехт-Зандвліт-Лілло
Прапор Боргерхаута
Прапор Дьорне
Прапор Екерена
Прапор Хобокена
Прапор Мерксема
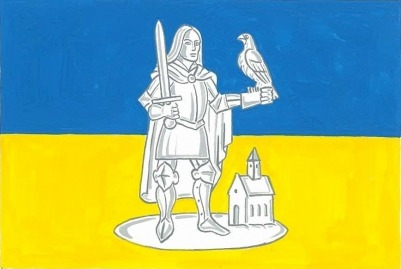
Прапор Вільрійка

### Західна Фландрія

Прапор Альверінґема
Прапор Анзегема
Прапор Ардойе
Прапор Авельґема
Прапор Бірнема
Прапор Бланкенберґе
Прапор Бредене
Прапор Брюгге
Прапор Дамме
Прапор Де Хаана
Прапор Де Панне
Прапор Дірлійка
Прапор Дентергема
Прапор Діксмейде
Прапор Гістела
Прапор Харелбеке
Прапор Хейвеланда
Прапор Хугледе
Прапор Хаутхулста
Прапор Іхтегема
Прапор Іпра
Прапор Інгелмунстера
Прапор Ізегема
Прапор Джаббеке
Прапор Кнокке-Хейста
Прапор Коекеларе
Прапор Коксіджде
Прапор Кортемарка
Прапор Кортрейка
Прапор Куурне
Прапор Лангемарк-Пулкапеле
Прапор Ледегема
Прапор Ленделеде
Прапор Ліхтервельде
Прапор Ло-Реніне
Прапор Менена
Прапор Месена
Прапор Мелебеке
Прапор Мідделкерке
Прапор Морследе
Прапор Ніувпорта
Прапор Остенде
Прапор Осткампа
Прапор Острозебеке
Прапор Ауденбурга
Прапор Піттема
Прапор Поперінґе
Прапор Руселаре
Прапор Рейселеде
Прапор Спійре-Хелкейна
Прапор Стадена
Прапор Тілта
Прапор Торгаута
Прапор Верне
Прапор Влетерена
Прапор Варегема
Прапор Вервіка
Прапор Вевельгема
Прапор Вільсбеке
Прапор Вінґене
Прапор Зеделґема
Прапор Зоннебеке
Прапор Зуіенкерке
Прапор Звевеґема

### Лімбург

Прапор Алкен
Прапор Аса
Прапор Берінгена
Прапор Білзена
Прапор Бохолта
Прапор Борглоона
Прапор Бре
Прапор Діпенбеека
Прапор Ділсен-Стоккема
Прапор Генк
Прапор Гінгелома
Прапор Галена
Прапор Гама
Прапор Гамонт-Ахела
Прапор Гасселта
Прапор Гехтел-Ексела
Прапор Геерса
Прапор Герк-де-Стада
Прапор Герстаппе
Прапор Гесден-Золдера
Прапор Гуселта
Прапор Гаутгален-Гелхтерена
Прапор Кінроой
Прапор Кортессема
Прапор Ланакена
Прапор Леополдсбурга
Прапор Ломмеля
Прапор Люммена
Прапор Маасейка
Прапор Маасмехелена
Прапор Ньїверкеркена
Прапор Аудсбергена
Прапор Пеера
Прапор Пелта
Прапор Рімста
Прапор Сінт-Трейдена
Прапор Тессендерло
Прапор Тонгерена
Прапор Вурена
Прапор Веллена
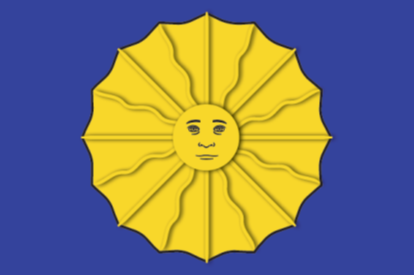
Прапор Зоновена
Прапор Зутендаала

#### Колишні муніципалітети

Прапор Меувен-Грюїтроде
Прапор Нерпелта
Прапор Опглаббека
Прапор Оверпелта

### Східна Фландрія

Прапор Алста
Прапор Алтера
Прапор Ассенеде
Прапор Берларе
Прапор Беверена
Прапор Бракела
Прапор Бюггенхаута
Прапор Де Пінте
Прапор Дейнзе
Прапор Дендерлеува
Прапор Дендермонде
Прапор Дестелбергена
Прапор Екло
Прапор Ерпе-Мере
Прапор Евергема
Прапор Гавере
Прапор Гента
Прапор Гераардсбергена
Прапор Халтерта
Прапор Хамме
Прапор Херзеле
Прапор Хоребеке
Прапор Капрейке
Прапор Клейсбергена
Прапор Крейбеке
Прапор Круїсема
Прапор Ларне
Прапор Леббеке
Прапор Леде
Прапор Лірде
Прапор Ловендегема
Прапор Локрісті
Прапор Локерена
Прапор Маркедала
Прапор Малдегема
Прапор Мелле
Прапор Мерелбеке
Прапор Мурбеке
Прапор Назарета
Прапор Нінове
Прапор Остерзеле
Прапор Ауденарде
Прапор Ронсе
Прапор Сінт-Гілліс-Васа
Прапор Сінт-Лаурейнса
Прапор Сінт-Лівенс-Хаутема
Прапор Сінт-Мартенс-Латема
Прапор Сінт-Нікласа
Прапор Стекене
Прапор Темсе
Прапор Ваасмюнстера
Прапор Вахтебеке
Прапор Веттерена
Прапор Віхелена
Прапор Вортегем-Петегема
Прапор Зеле
Прапор Зелзате
Прапор Зоттегема
Прапор Зюлте
Прапор Звалма

#### Колишні муніципалітети

Прапор Кнесселаре
Прапор Крейсхаутема
Прапор Ловендегема
Прапор Невеле
Прапор Варсхота
Прапор Зінгема
Прапор Зомергема

### Фламандський Брабант

Прапор Арсхота
Прапор Аффлігема
Прапор Ассе
Прапор Берселя
Прапор Бегейнендейка
Прапор Беккеворта
Прапор Бертема
Прапор Бевера
Прапор Бірбека
Прапор Бортмербека
Прапор Баутерсема
Прапор Діста
Прапор Ділбека
Прапор Дрогенбоса
Прапор Галмардена
Прапор Гетбетса
Прапор Глаббека
Прапор Гойка
Прапор Грімбергена
Прапор Хахта
Прапор Галле
Прапор Херента
Прапор Херне
Прапор Хугардена
Прапор Хуіларта
Прапор Хольсбека
Прапор Хульденберга
Прапор Кампенхаута
Прапор Капелле-оп-ден-Боса
Прапор Кербергена
Прапор Кортенакена
Прапор Кортенберга
Прапор Крайнема
Прапор Ландена
Прапор Ленніка
Прапор Левена
Прапор Лідекерке
Прапор Лінкебека
Прапор Лінтера
Прапор Лондерзела
Прапор Люббека
Прапор Махелена
Прапор Мейсе
Прапор Мерхтема
Прапор Опвейка
Прапор Ауд-Хеверле
Прапор Оверейсе
Прапор Пепінгена
Прапор Росдала
Прапор Ротселара
Прапор Схерпенхьовел-Зіхема
Прапор Сінт-Генезіус-Роде
Прапор Сінт-Пітерс-Леува
Прапор Стеноккерзела
Прапор Терната
Прапор Тервюрена
Прапор Тілт-Вінге
Прапор Тінена
Прапор Тремело
Прапор Вілворде
Прапор Веммела
Прапор Везембек-Оппема
Прапор Завентема
Прапор Земста
Прапор Заутлеува

## Валлонія

### Валлонський Брабант

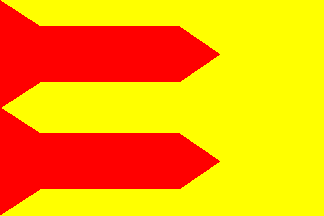
Прапор Бовешена
Прапор Шастра
Прапор Шомон-Жисту
Прапор Кур-Сент-Етьєна
Прапор Брен-л'Алле
Прапор Жодоня
Прапор Женапа
Прапор Гре-Дуасо
Прапор Елесіна
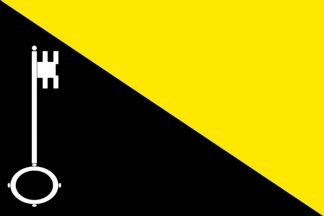
Прапор Енкура
Прапор Ітра
Прапор Брен-ле-Шато
Прапор Лана
Прапор Мон-Сен-Гібера
Прапор Нівеля
Прапор Ор-Жоша
Прапор Оттіньї-Лувен-ла-Нева
Прапор Перве
Прапор Рамії
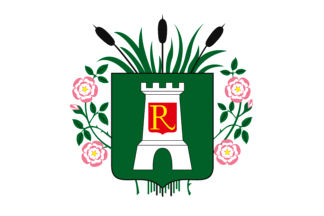
Прапор Ребека
Прапор Ріксансара
Прапор Ла-Юльпа
Прапор Тюбіза
Прапор Віллер-ла-Виля
Прапор Валена
Прапор Ватерлоо
Прапор Вавра

### Ено

Прапор Ата
Прапор Есо-Прель
Прапор Андерлю
Прапор Антуена
Прапор Бомона
Прапор Белей
Прапор Монса
Прапор Берніссара
Прапор Бенша
Прапор Буссу
Прапор Брюжелета
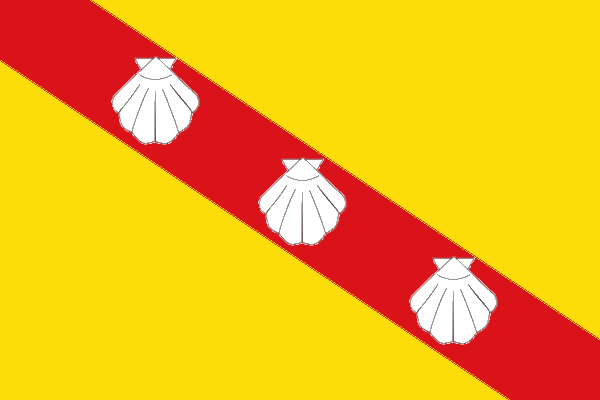
Прапор Брюнео
Прапор Селя
Прапор Шапель-лез-Ерлемона
Прапор Шарлеруа
Прапор Шатле
Прапор Ш'євра
Прапор Шиме
Прапор Кольфонтена
Прапор Курселя
Прапор Турне
Прапор Дура
Прапор Екоссінна
Прапор Анг'єна
Прапор Ельзеля
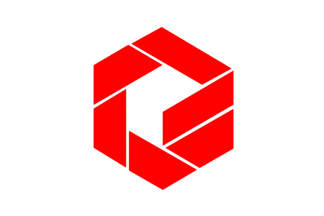
Прапор Еркелінна
Прапор Естемпюї
Прапор Естінна
Прапор Фарсьєнна
Прапор Флерюса
Прапор Фонтен-л'Евека
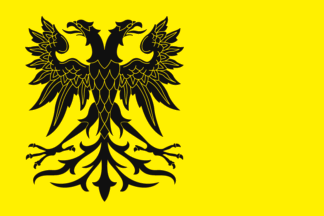
Прапор Фрамрі
Прапор Фран-лез-Анвена
Прапор Фруашапеля
Прапор Жерпінна
Прапор Брен-ле-Конта
Прапор Ам-сюр-Ер-Наліна
Прапор Ансі
Прапор Оннеля
Прапор Журбіза
Прапор Комін-Варнетона
Прапор Ла-Лув'єра
Прапор Ле-Рьо
Прапор Ланс
Прапор Ле Бон Вілера
Прапор Лессіна
Прапор Лез-ан-Ено
Прапор Лоба
Прапор Манажа
Прапор Мерб-ле-Шато
Прапор Мускрона
Прапор Моміньї
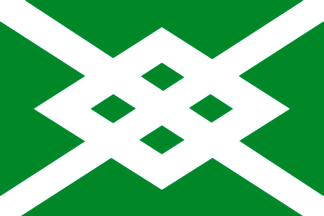
Прапор Мон-де-л'Анклю
Прапор Монтіньї-ле-Тієля
Прапор Морланвельза
Прапор Сіллі
Прапор Пека
Прапор Перювельза
Прапор Понт-а-Селя
Прапор Кареньйона
Прапор Кеві
Прапор К'єврена
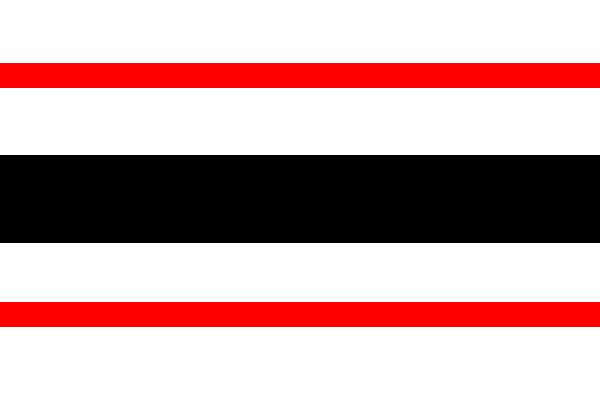
Прапор Рюма
Прапор Сен-Гіслена
Прапор Сенефа
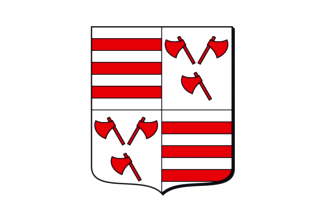
Прапор Сіврі-Ранса
Прапор Тюена
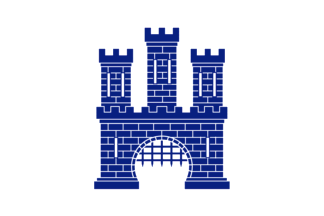
Прапор Флобека
Прапор Суаньї

### Льєж

Прапор Аме
Прапор Амеля
Прапор Анса
Прапор Антіна
Прапор Обеля
Прапор Авана
Прапор Евая
Прапор Балена
Прапор Берло
Прапор Бен-Езе
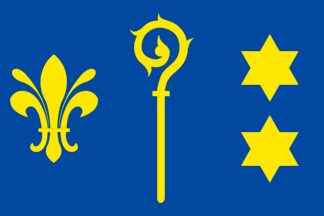
Прапор Бассанжа
Прапор Бленьї
Прапор Варемме
Прапор Брейвса
Прапор Бюллінгена
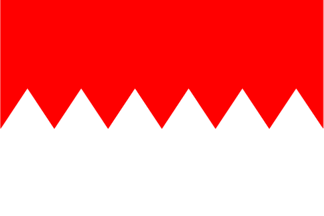
Прапор Бюрдіна
Прапор Бург-Ройланда
Прапор Бютгенбаха
Прапор Шофонтена
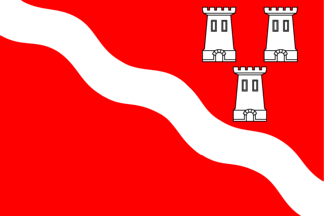
Прапор Клав'є
Прапор Комблен-о-Пона
Прапор Крісне
Прапор Далема
Прапор Дізона
Прапор Донселя
Прапор Анжи
Прапор Еньо
Прапор Ойпена
Прапор Фема
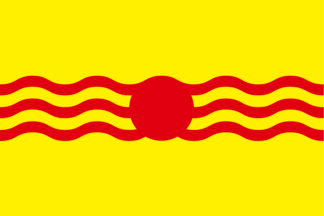
Прапор Фер'єра
Прапор Фекс-ле-О-Клоше
Прапор Флемаля
Прапор Флерона
Прапор Жеера
Прапор Грас-Олонь
Прапор Амуара
Прапор Анню
Прапор Ерона
Прапор Ерсталя
Прапор Ерва
Прапор Юї
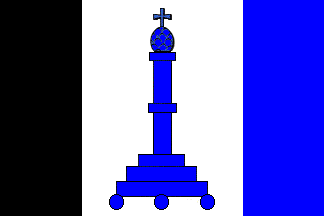
Прапор Жалє
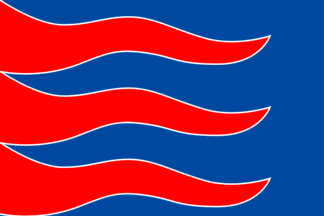
Прапор Жюпреля
Прапор Кельміса
Прапор Л'єрньо
Прапор Ленсана
Прапор Лімбурга
Прапор Лонцена
Прапор Льєжа
Прапор Мальмеді
Прапор Маршена
Прапор Модава
Прапор Нандрена
Прапор Ньопре
Прапор Оре
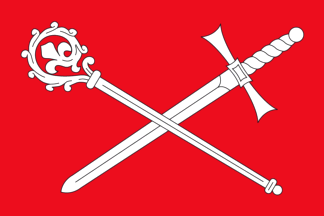
Прапор Ольна
Прапор Уффе
Прапор Упей
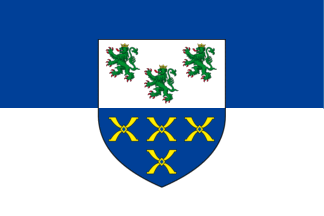
Прапор Пепенстера
Прапор  Пломб'єра
Прапор Рарена
Прапор Рьомікура
Прапор Сен-Жорж-сюр-Мьоза
Прапор Сен-Нікола
Прапор Санкт-Віта
Прапор Серена
Прапор Сумань
Прапор Спа
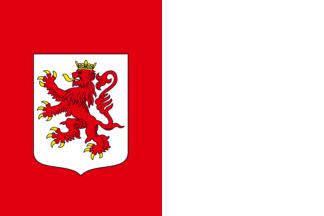
Прапор Спрімона
Прапор Ставло
Прапор Стумона
Прапор Тьо
Прапор Тімістер-Клермона
Прапор Тенло
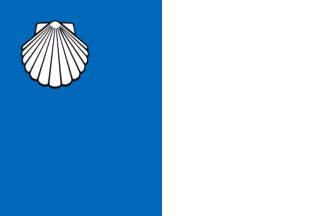
Прапор Труа-Пона
Прапор Троо
Прапор Верлена
Прапор Верв'є
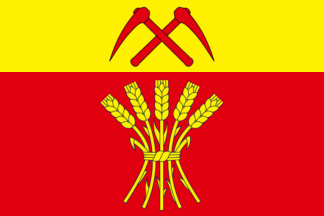
Прапор Віллер-ле-Бує
Прапор Ванза
Прапор Васежа
Прапор Вема
Прапор Велкенрата
Прапор Візе

### Люксембург

Прапор Арлона
Прапор Аттера
Прапор Обанжа
Прапор Бастоні
Прапор Бертоні
Прапор Бертрі
Прапор Буйона
Прапор Шині
Прапор Давердіса
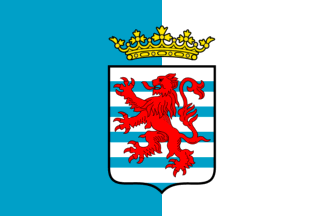
Прапор Дюрбюя
Прапор Ерезе
Прапор Еталля
Прапор Фовілле
Прапор Флоранвілля
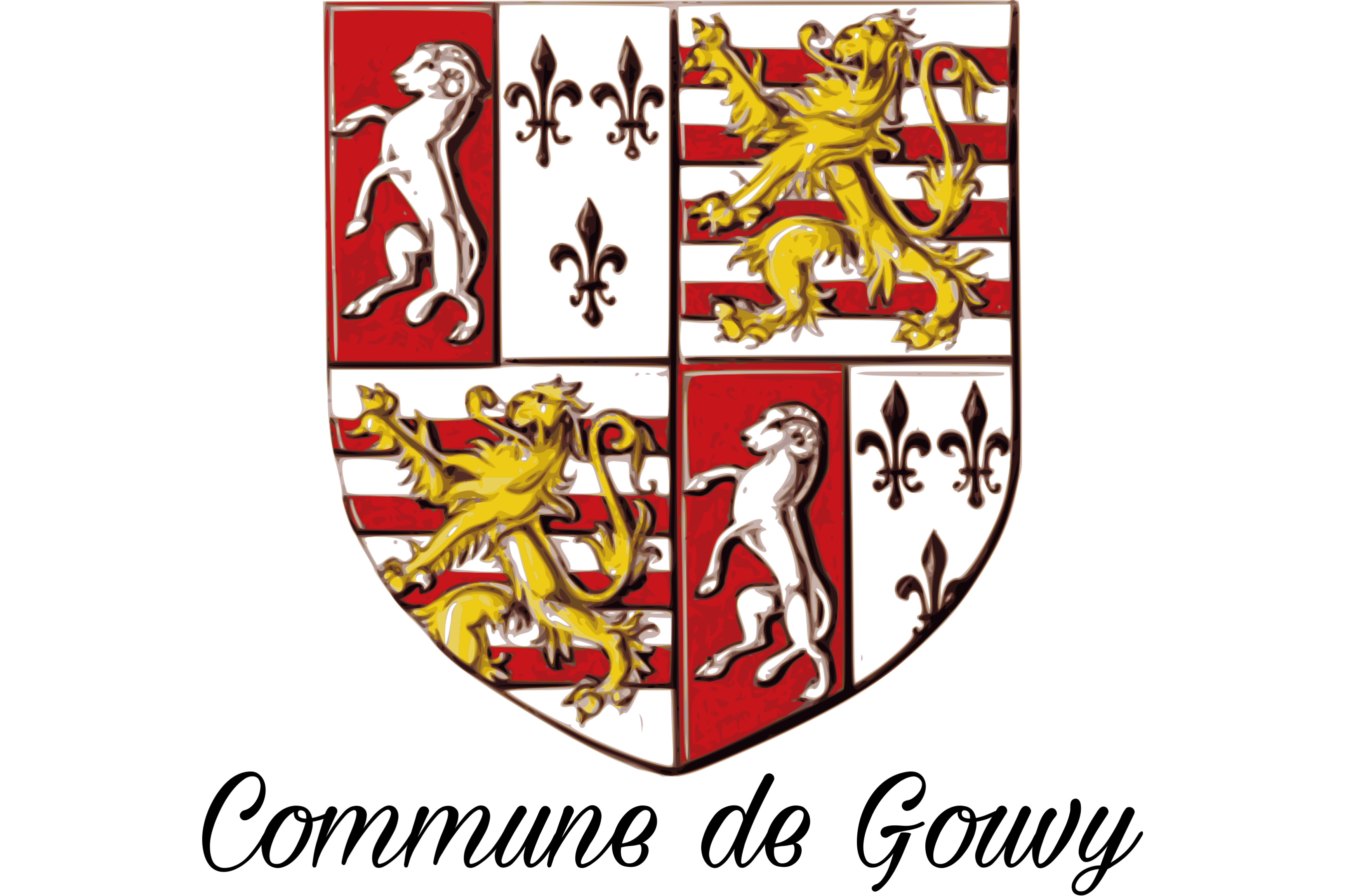
Прапор Гуві
Прапор Абе
Прапор Ербемона
Прапор Оттона
Прапор Уфаліза
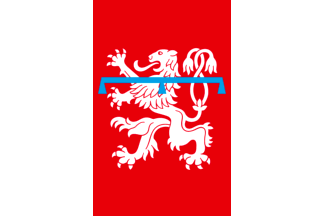
Прапор Ла-Рош-ан-Ардена
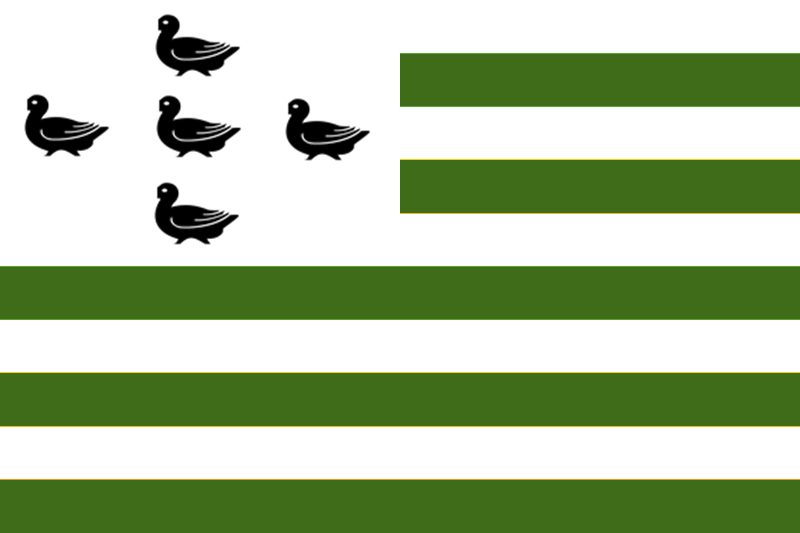
Прапор Легліза
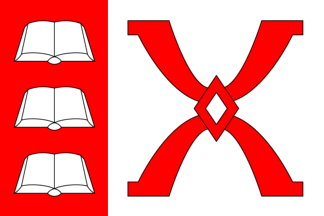
Прапор Лібіна
Прапор Лібрамон-Шевіньї
Прапор Мане
Прапор Марш-ан-Фамена
Прапор Мартеланжа
Прапор Мекс-деван-Віртона
Прапор Месансі
Прапор Мюссона
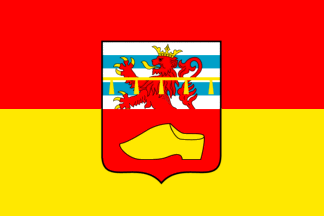
Прапор Нассонжа
Прапор Нешато
Прапор Паліселя
Прапор Ранде
Прапор Рувруа
Прапор Сент-Юбера
Прапор Сен-Лежера
Прапор Сент-Ода
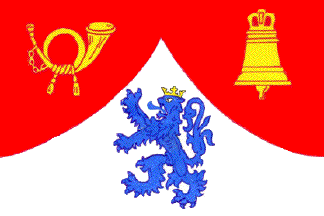
Прапор Теллена
Прапор Тенвілля
Прапор Тентіні
Прапор Во-сюр-Сюра
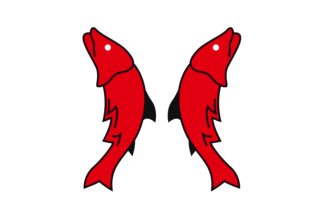
Прапор Вієлсальма
Прапор Віртона
Прапор Веллена

### Намюр

Прапор Андена
Прапор Ане
Прапор Асеса
Прапор Борена
Прапор Б’євра
Прапор Серфонтена
Прапор Сіне
Прапор Кувена
Прапор Дінана
Прапор Дуаша
Прапор Егезе
Прапор Фернельмона
Прапор Флорефа
Прапор Флорена
Прапор Фос-ла-Віля
Прапор Жедіна
Прапор Жамблу
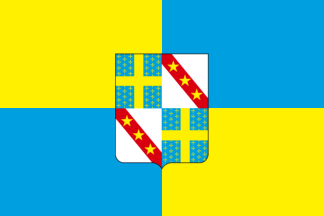
Прапор Жева
Прапор Амуа
Прапор Астьєра
Прапор Авланжа
Прапор Ує
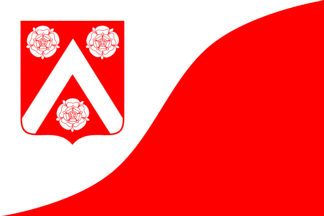
Прапор Жемеп-сюр-Самбра
Прапор Ла Брюєра
Прапор Мете
Прапор Намюра
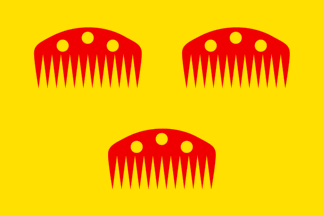
Прапор Ое
Прапор Оне
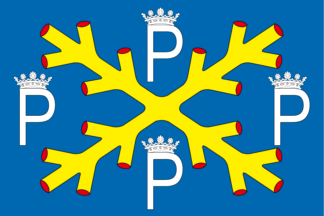
Прапор Філіппвіля
Прапор Профондвіля
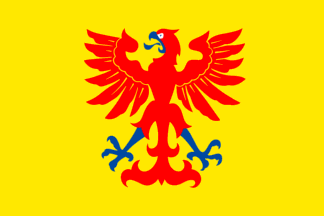
Прапор Рошфора
Прапор Самбрвіля
Прапор Сомбрефа
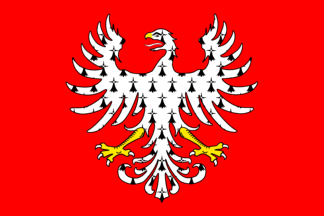
Прапор Сом-Льоза
Прапор Віруанваля
Прапор Врес-сюр-Семуа
Прапор Валькура
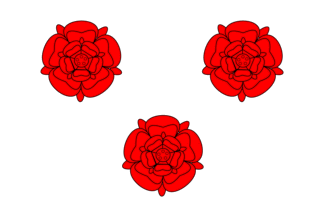
Прапор Івуара

## Зовнішні посилання
- (нід.) De Lage Landen
- (англ.) Belgium: Municipal flags